# Elektrisk skærmning
Skærmning (engelsk: screening) refererer til, hvordan et elektrisk felt kan blive dæmpet pga. mobile ladningsbærere, der udligner feltet. Dette er vigtigt i plasma, elektrolytter og elektriske ledere. Uden skærmning vil det elektriske felt {\displaystyle {\vec {E}}} fra en punktladning {\displaystyle q} falde med afstanden i anden {\displaystyle \left|{\vec {r}}\right|^{2}} jf. Coulombs lov:
{\displaystyle {\vec {E}}={\frac {q}{4\pi \varepsilon _{0}\left|{\vec {r}}\right|^{2}}}{\hat {r}}}
hvor {\displaystyle \varepsilon _{0}} er den elektriske permittivitet. Ved skærmning falder det elektriske felt hurtigere, hvilket kan beskrives ved at erstatte {\displaystyle \varepsilon _{0}} med en effektiv {\displaystyle \varepsilon }, der er større.
I plasmaer og elektrolytter er den elektrisk skærmning beskrevet med Poisson-Boltzmann-ligningen eller den lineariserede Debye-Hückel-ligning. Skærmningens karakteristiske længde kaldes da for Debye-længden.